# Díptico consular

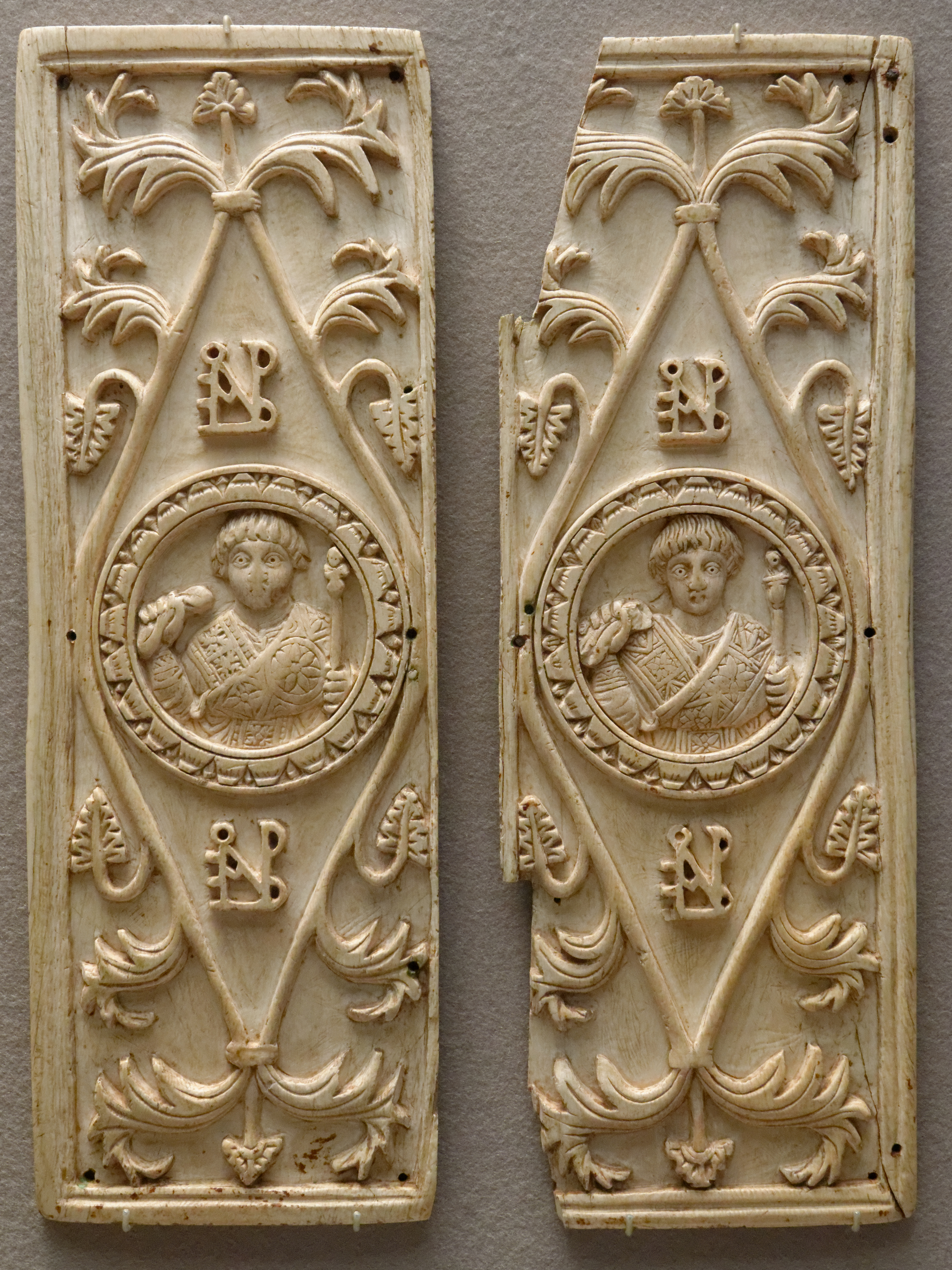
Uno de los dípticos consulares de Areobindo Dagalaifo Areobindo, cónsul en 506, que incluye su retrato en una imago clipeata; Museo del Louvre.

Díptico consular es una tipología particular de piezas artísticas en forma de díptico que se usaron en la Antigüedad Tardía. Su material era generalmente marfil, madera o metal, y se decoraban con ricos relieves. Se encargaban por los cónsules romanos (consul ordinarius) para conmemorar su acceso al cargo, y se repartían como regalo a los que habían apoyado su candidatura o aquellos con los que querían congraciarse para el futuro.

## Origen y desarrollo
Desde el siglo I d. C., algunas cartas formales de nombramiento para el cargo eran conocidas como codicilli ("codicilos", pequeños códices o libros), y tenían la forma de dos o más planchas, usualmente de madera, unidas por broches (clasps), cubiertas de cera, sobre la que se escribía el texto del nombramiento. Posteriormente, el documento se escribía en papiro y se presentaba sin las cubiertas. No obstante, a finales del siglo IV, comenzaron a incluirse entre los regalos que publicitaban los juegos públicos (una de los principales competencias de los cónsules), dípticos especialmente encargados para la ocasión. Tales dípticos se hacían en marfil, grabados en relieves elegidos por el donante en su parte exterior, con un aspecto superficial similar a los codicilli, pero sin contener escritura ni estatus oficial.
La distribución rutinaria de tales dípticos en Oriente vino marcada por una decisión de Teodosio I en 384 que limitaba los gastos en los juegos de Constantinopla, reservando los dípticos de marfil y los regalos de oro únicamente a los cónsules. En el Imperio de Occidente fueron una parte usual de los regalos ofrecidos por los grandes aristócratas. Quinto Aurelio Símaco, por ejemplo, distribuyó algunos para conmemorar los juegos cuestoriales y los juegos pretoriales que presidió su hijo en 393 y 401 respectivamente. Casi todos representan los juegos, y en tres ocasiones distintas Símaco vincula la presentación de tales dípticos con la terminación de los juegos. Su final vino determinado por la desaparición del consulado con Justiniano en 541. 

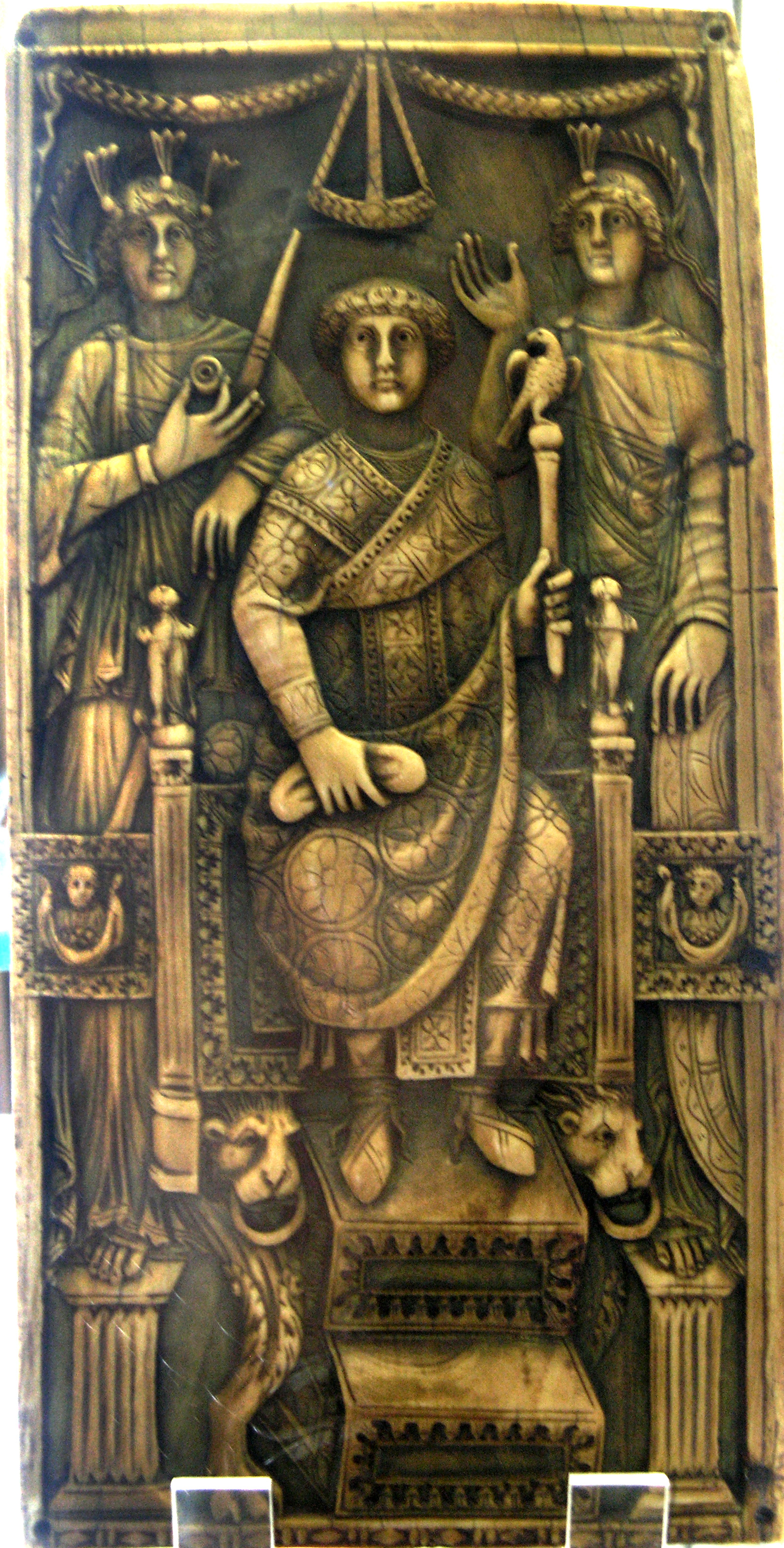
Díptico consular de Magno, cónsul de Constantinopla en 518. Se representa sentado entre las alegorías de Roma y Constantinopla; Louvre.

El más antiguo díptico que puede propiamente denominarse díptico consular se conserva en el tesoro catedralicio de Aosta, es el de Anicio Petronio Probo, cónsul en el Imperio de Occidente en 406; no solo es único por su extrema antigüedad sino por ser el único que lleva el retrato del emperador Honorio, a quien se dedica el díptico en una inscripción llena de humildad, en la cual Probo se denomina a sí mismo famulus, es decir, esclavo del emperador, en vez de cónsul.
Posteriormente, los dípticos consulares sistemáticamente llevaron, o bien un retrato más o menos elaborado del cónsul (en los ejemplos más ricamente decorados), o bien una inscripción dedicatoria con una filigrana geométrica y vegetal (en los ejemplos más sencillos). Los más sencillos se producían probablemente en serie, con modelos preparados con anterioridad, mientras que los más sofisticados (y por tanto más caros) se reservaban para los círculos más selectos de la aristocracia romana. Los talleres responsables de su producción se hallaban en las dos capitales del Imperio: Roma y Constantinopla, pero la caída del Imperio romano de Occidente en 476 hizo desaparecer la producción en Roma, con lo que a partir de entonces todos los ejemplos corresponden a Constantinopla. El motivo más común durante el siglo VI en los dípticos consulares de Constantinopla muestra al cónsul, de pie, presidiendo los juegos consulares que marcan su entrada en el cargo.
Por su propia naturaleza, los dípticos consulares son un testimonio valioso para la prosopografía del Bajo Imperio, así como para el estudio del arte del periodo. Un buen número de ellos se conservan, en algunos casos gracias a su reutilización como cubiertas de libros medievales. Algunos se usaban en las iglesias como soporte para listas de obispos o registros similares. El Marfil Barberini es un díptico imperial mucho más raro, probablemente de Justiniano.

## Doble artefacto: simbólico y funcional
Podemos afirmar que los dípticos consulares cumplen claramente una doble función: en primer lugar la simbólica debido a su cara tallada que puede contener diversos temas: religiosos, sociales y políticos ya que se usaban como señal de estatus sirviendo como obsequios de gran valor por sus materiales y calidad, además son completamente funcionales debido a su uso como libros. 
Evidencia que su utilización no es meramente estilística y decorativa, sino que es concebida también como una demostración del poder simbolizado en el arte. Además, con el paso del tiempo, fueron de utilidad para albergar listas de obispos como indica la entrada de Wikipedia. No obstante, sería beneficioso señalar más casos históricos de su papel funcional. 
Sería pertinente añadir que la comprensión de los dípticos como artefacto simbólico está ligada al significado del material que se usa para la elaboración. El marfil, como material exclusivo y muy utilizado para las últimas obras consulares realizadas en el Bajo Imperio, con un monopolio en la ciudad de Constantinopla. Señala además el contraste con los primeros dípticos en materiales más cotidianos como el cuero o la madera.

## Reutilización de objetos
En torno a la cuestión sobre la obra como testimonio para establecer continuidades históricas, sociales y culturales gracias a la reutilización de los objetos y el reaprovechamiento de los materiales tomaremos como punto de partida la función dada y mantenida de los dípticos consulares que desarrolla José Pijoán en la Summa Artis:
Los dípticos servían como libro de memoria. Las caras, esculpidas, eran las cubiertas; el reverso, plano, de marfil liso, se revestía con cera para tomar notas o para recordatorio. Este servicio ha salvado de la destrucción muchos dípticos consulares. Se conservan enteros o fragmentados cincuenta y tres, y la mayor parte en iglesias. Continuaron haciendo allí el servicio que prestaban cuando los tenían los primeros que los recibieron, esto es, para inscribir listas de recordatorio. En las iglesias y catedrales los dípticos, hasta hace poco, se ponían en las fiestas solemnes sobre el altar para leer al final del oficio los nombres de los bienhechores a quienes se tenían que recitar preces.
O José Mª Fernadez:
Este se hacía sobre una ligera capa de cera extendida por la parte interna del díptico, y con el extremo romo del mismo punzón se podía alisar nuevamente la cera escrita, borrando así lo grabado y dejando la superficie en disposición de poder ser utilizada otra vez.
Haciendo referencia únicamente la función como portadas de libros sin aportar el uso completo de los dípticos como propio libro, se presenta su funcionamiento, que se trata de dos tablillas unidas por bisagras y un cierre a modo de códice, con una de sus caras no tallada y cubierta de cera pero no indaga en que esto permite la reutilización de manera indefinida al poderse aplanar nuevamente las zonas escritas con el uso romo de un “stilus” utensilio con el que se solía escribir, por ello se siguen utilizando incluso en la actualidad con las piezas conservadas, cumpliendo así el deseo de una continuidad histórica, a través de la cara tallada que aporta datos sobre su comitente o inclusos rastros de escritura no borrada, también en el ámbito cultural y social por la función de los dípticos que aunque ha evolucionado no se ha perdido dentro del contexto de la iglesia, todo mediante la reutilización.
Solo se menciona de forma indirecta el valor económico de los materiales cuando habla de que Teodosio I ordenó que, en los regalos conmemorativos de los juegos de Constantinopla, los materiales más costosos económicamente, como el marfil, se limitarán a los que estuvieran destinados a los cónsules.
Los dípticos generalmente estaban realizados en madera. A menudo presentaban relieves o grabados, algunas versiones más lujosas incluían incrustaciones de metal como oro, plata, marfil o piedras preciosas, Al ser materiales lujosos, su reutilización se pudo deber a motivos económicos  o a la escasez de materiales en distintas épocas. 

## Impacto ambiental y costo económico
No es muy probable que en el momento de reutilizar los materiales se tuviera en cuenta el impacto medioambiental, pero sí el coste económico y quizá también la escasez de algunos materiales. Los dípticos consulares eran realizados con materiales tanto lujosos (marfil) como menos costosos (madera). En el caso de la reutilización del marfil, tiene sentido que se tuviera en cuenta la escasez del material y el coste de su obtención, ya que el marfil es un material que se extrae de piezas dentales de grandes vertebrados como el elefante. En el caso de la madera quizá se tuvieran en cuenta otros aspectos diferentes al coste del material, como la belleza de su talla o la escasez de otros materiales con los que se realizaban las cubiertas de los libros.
Al reutilizar los materiales se conservaban recursos y reducían los costos ya que los materiales estaban incluidos. Esto provocó que el proceso humano no fuera tan costoso ya que se preservaban los procesos de creación del díptico.

## Función simbólica: reutilización de materiales y objetos
En lo que respecta a las funciones simbólicas que se activan al reutilizar los materiales usados para el desarrollo de los dípticos consulares, hay que tener en cuenta que estas obras pueden realizarse en marfil, madera, o bien, mediante el empleo de metales. Cada uno de estos elementos presenta una serie de valores simbólicos dentro del cristianismo, por lo que es conveniente tener en cuenta cada uno de ellos por separado con el objetivo de identificar cuales se reactivan con el reciclado del material.
En una primera instancia, el marfil en la Edad Media era considerado como un material de gran belleza para la realización de ciertas obras, sin embargo, presenta una serie de valores simbólicos relacionados con el salmo número 44 de la Biblia Vulgata en el cual se afirma que en ‘palacios de marfil’ será donde se canten las alabanzas.
El simbolismo religioso de la madera dentro del cristianismo se vincula sobre todo con la fe y la obediencia, a su vez relacionado con la creación de los dípticos encargados por cónsules; aunque también se pueden conectar con la idea de la muerte y la resurrección. 
Finalmente, el empleo de los metales tiene diferente carga simbólica en función del elemento que se use: 
- El oro es símbolo de pureza o de valor divino, igualmente se relaciona con el pasaje bíblico del Génesis en el que se hace referencia a la creación de un jardín en el Paraíso repleto de oro. También lo vemos en el Éxodo, donde se hace referencia al oro en el momento en el que Dios manda erigir un tabernáculo de oro macizo.
- La plata hace referencia a la redención y la purificación, se vincula con las treinta piezas de plata que recibe Judas al traicionar a Cristo.
- El hierro es muestra de poder y de fuerza, este metal aparece en el libro de Daniel en el que se hace referencia a una estatua realizada en diversos metales, entre ellos el hierro.
- El cobre aparece referenciado en las Sagradas Escrituras dentro del libro de Job y en el Éxodo ya que es el material con el que se construye el altar del tabernáculo de oro.

## Antigüedad del objeto
En cuanto a lo referente al valor de los dípticos consulares como obras que por su antigüedad otorgasen de un mayor prestigio al nuevo artefacto en el que se insertan, debemos comenzar situando su origen en el imperio bizantino, donde fueron concebidos como objetos conmemorativos de lujo por el acceso al cargo de los cónsules romanos o como regalos distribuidos entre Oriente y Occidente. Esta primera idea muestra que ya desde el comienzo los dípticos consulares estaban limitados a un determinado grupo social, no solo por su función, sino como ya se ha indicado antes por los materiales usados para su elaboración.

Por ello no debe resultarnos extraño que esta idea de prestigio perdurase en el tiempo, como sucede con cualquier manifestación artística anterior a nosotros, y que por tanto los dípticos consulares adquiriesen una mayor valoración, como indica Lellia Cracco Ruggini:
La reutilización en el Tardoantiguo parecía destinada al intento de revivir un pasado ahora distante, es decir a evocar formas clásicas con efectos aunque del todo cambiados […]. Este tipo de producción sobrevivió hasta los siglos XII-XIII, difundiéndose entre las clases altas la moda de donar objetos similares, en determinadas ocasiones y a determinados personajes, como símbolo de prestigio familiar en tanto producto de “artesanía artística” con material precioso. 
Esta valoración de los dípticos consulares explica por qué aun teniendo un origen pagano llegaron a ser considerados reliquias en el ámbito cristiano, conservando o reproducido muchos de los prototipos imperiales: vestiduras de los personajes (toga, trabea, trabea triunfalis), las insignias consulares (sceptrum, mappa, sella curulis, sedia gestatoria, tribunal, fasces) y todos aquellos aspectos relacionados con la ceremonia inaugural del consulado (ludi circenses, venationes y espectáculos teatrales).
Por lo que no es de extrañar encontrarnos con dípticos que han sufrido alteraciones o modificaciones para transformar no solo a los personajes sino también el mensaje para hacerlo claramente cristiano, un ejemplo de ello puede ser el añadido en las caras interiores del Díptico de Flavio Narnio Manlio Boezio, donde se añadió la resurrección de Lázaro y la figura de tre dottori de la Iglesia.
Este nuevo valor otorgado por la Iglesia fue el de usarlos para escribir listados de nombres de santos, difuntos, oferentes, oraciones y cualquier tipo de lección sagrada que debía realizarse durante la liturgia.

## Alteraciones de las funciones
Siguiendo con la idea de explicar las alteraciones de sus funciones prácticas originales y los significados simbólicos al ser recontextualizados durante el medievo, recurrimos a la publicación de Lellia Cracco Ruggini, donde se expone que estos dípticos, a pesar de que en sus comienzos fueran algo decorativo que no permitían para poner en contexto, será en el actual siglo cuando se analice su significado con mayor detenimiento. En la actualidad, estos dípticos disponen de una historia que nos ayudará a la hora de interpretar las representaciones elaboradas y poder situarlas en una etapa y periodo concreto cuando se carece de fuentes literarias. A pesar de ello, los dípticos siguen viéndose como algo ornamental y no histórico.
Estas obras, serán reutilizadas a lo largo de toda la Edad Media, ubicadas en grandes construcciones arquitectónicas, o simplemente para exponerse en un museo. 
Antiguamente, los dípticos podían ser de carácter profano, cuyo único objetivo era propagandístico para ensalzar la figura de un emperador o cónsul romano. En cambio, actualmente podemos encontrarlas en iglesias donde se les ha otorgado un carácter religioso, y de donde hemos sacado una simbología que anteriormente no se les daba. En la época del medievo, estas imágenes se calificaron como asuntos religiosos capaces de contar una historia, es decir, les hemos atribuido un simbolismo que no existía. Pero, actualmente, gracias a esto, podemos identificar una historia cuando no tenemos fuentes a las que acudir que nos puedan contar su simbología.

Basándonos en el texto de Ricardo Córdoba de la Llave, podemos entender que la reutilización de esta tipología y de cualquier otro era una práctica muy común, pues se buscaba alargar la vida útil del objeto antes de transformarlo, tratando de repararlo o dando una nueva funcionalidad sin modificar su forma primaria o apariencia externa. Así mismo, lo menciona Ellen Swift  señalando que el hecho de reutilizar estos objetos suponía en sí un reflejo del “valor” que el propietario otorgaba al díptico o a otro objeto. Señala Ricardo Córdoba de nuevo: 
Aunque la reutilización se define a menudo en términos del coste de sustituir un objeto por otro nuevo (y los objetos se usan hasta el límite), en otros casos el factor relevante es emocional y/o psicológico: los objetos suelen estar ligados a recuerdos, o son regalos de seres queridos, por lo que su valor va más allá del ámbito material y es estrictamente personal.
Otro autor que categoriza los tipos de reutilización que encontramos en la Edad Media es Michael B. Schiffer quien los divide en tres:
Un primer nivel denominado “lateral recycling”, donde se recupera el objeto cambiando de propietario o bien cambiando el uso social del objeto sin cambiar su forma o funcionalidad. El segundo nivel es llamado “recovery” donde la materia del objeto se transforma para crear un nuevo objeto. Y un tercer nivel al que designa como “deviation”, que es encontrar un nuevo uso al objeto u obra sin cambiar sustancialmente su forma.
Es este último punto el que debemos señalar, pues responde al uso que hemos visto en los dípticos al utilizarse en cubiertas posteriores. 
Por lo tanto, y basándonos en lo mencionado, podemos llegar a la conclusión de que el hecho de reutilizar un objeto ya supone una revalorización en sí, y por tanto, esconde en el proceso una nueva función simbólica. Los materiales en los que se realizaban estos dípticos podían ser madera, metal o marfil. Este último podría justificar también su reutilización por su costo en producción y el alto valor social, sin embargo, como mencionaba Ricardo Córdoba, en ocasiones hay un alto factor emocional que va más allá de lo material.

## Reutilización de materiales como oposición al consumismo y cultura de “usar y tirar”
Consideramos que no podemos entender esto como un ejemplo divulgativo en contra del consumismo, pero que puede servir como un ejercicio reflexivo en aras del reciclaje y la reutilización de aquellos materiales que puedan encontrar un nuevo uso en el futuro, ya sea mediante el tercer nivel de Michael B. Schiffer como hemos visto en los dípticos o empleando las otras dos categorías.
En cuanto a su uso “comercial”, no negaremos que estos dípticos, en sus comienzos, eran usados como moneda de cambio. Una institución o persona los encargaba para pagar deudas o para mostrar su poder, como era el caso de la iglesia, pero en muchas ocasiones, eran regalos a instituciones profanas. 
Poco a poco este supuesto consumismo, fue derivando al coleccionismo, por ello no podremos hablar de algo que se pueda “usar y tirar” pues son considerados reliquias. 
Los dípticos eran regalos que, en muchas ocasiones, se hacían los monarcas entre sí para sellar pactos, aunque en algunos casos se utilizaban para obtener el favor de alguien más poderoso. Por lo tanto no podemos hablar de algo pasajero, dejaron ser objetos de uso laico o privado, para formar parte de los tesoros que se guardarán en los altares o las denominadas “Cámaras Maravillas” que tenían las iglesias en su poder. Muchos de ellos llegan a ser grandes obras maestras de la eboraria y que, como ya se dijo, aportarán información sobre el periodo al que pertenecen en el caso de no disponer de fuentes escritas.
La reutilización de los objetos también tendrá que ver con el consumo de los diferentes materiales empleados para una obra. Desde tiempos inmemoriales, los constructores utilizaban materiales sacados de otras construcciones anteriores, como por ejemplo, en el Antiguo Egipto. 
En cambio en la actualidad, en pleno auge del consumismo, tendemos a tirar o no valorar objetos que podrían reutilizarse dándoles un nuevo valor. 
Así algunos objetos antiguos como los dípticos se habrían perdido si no hubieran sido preservados por la Iglesia, que les dio una nueva utilidad, y que según el modelo de economía circular que implica reutilizar, restaurar, y reciclar materiales y productos existentes otorga un valor añadido a la obra. Destaca también el papel de los museos restaurando y conservando la obra y particulares para preservarlos del olvido y su destrucción.

## Ejemplos
En orden cronológico de producción (de algunos se muestra el único panel conservado):

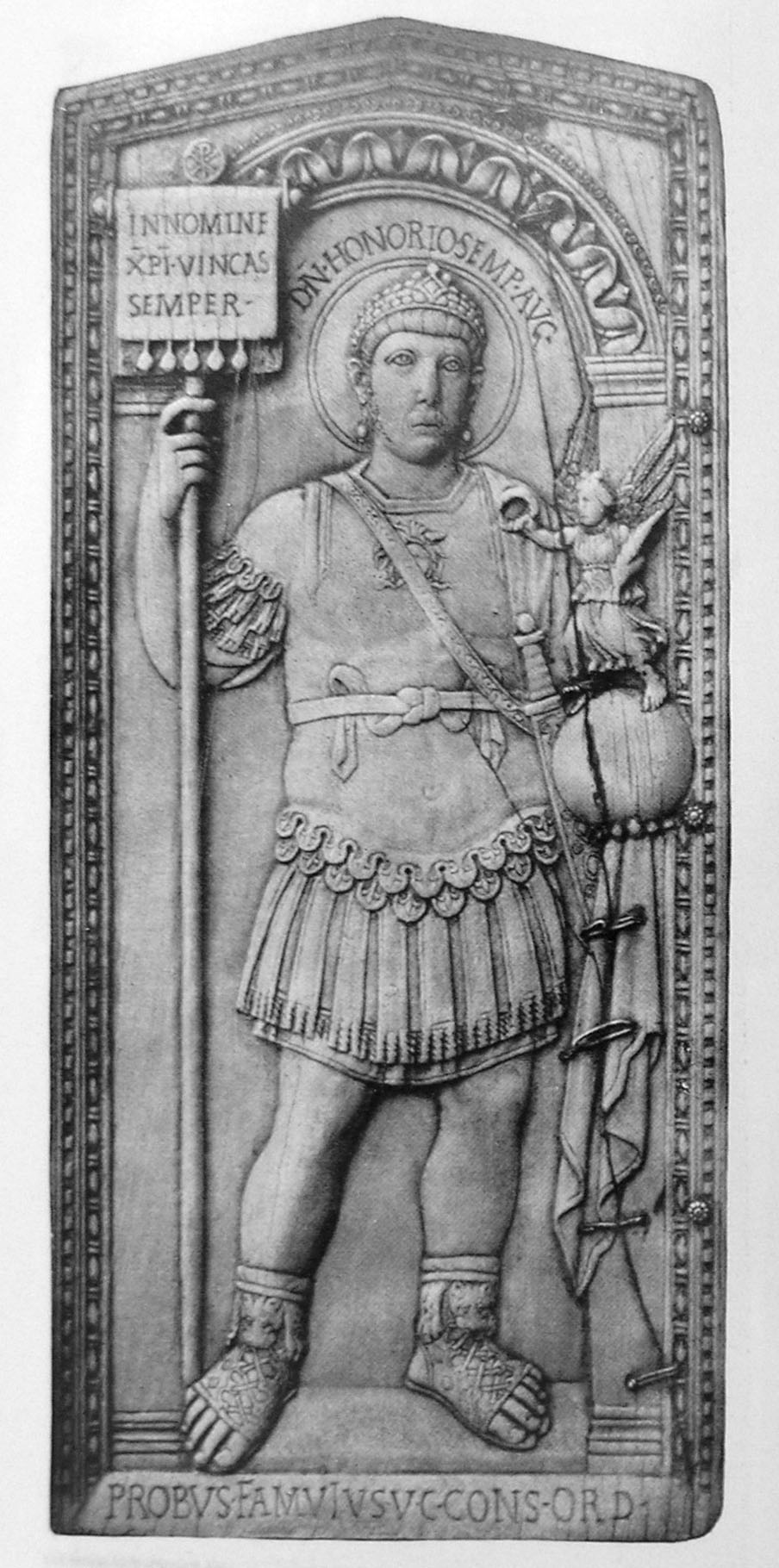
Díptico de Anicio Petronio Probo, cónsul en 406 (el ejemplo más antiguo que se conserva)
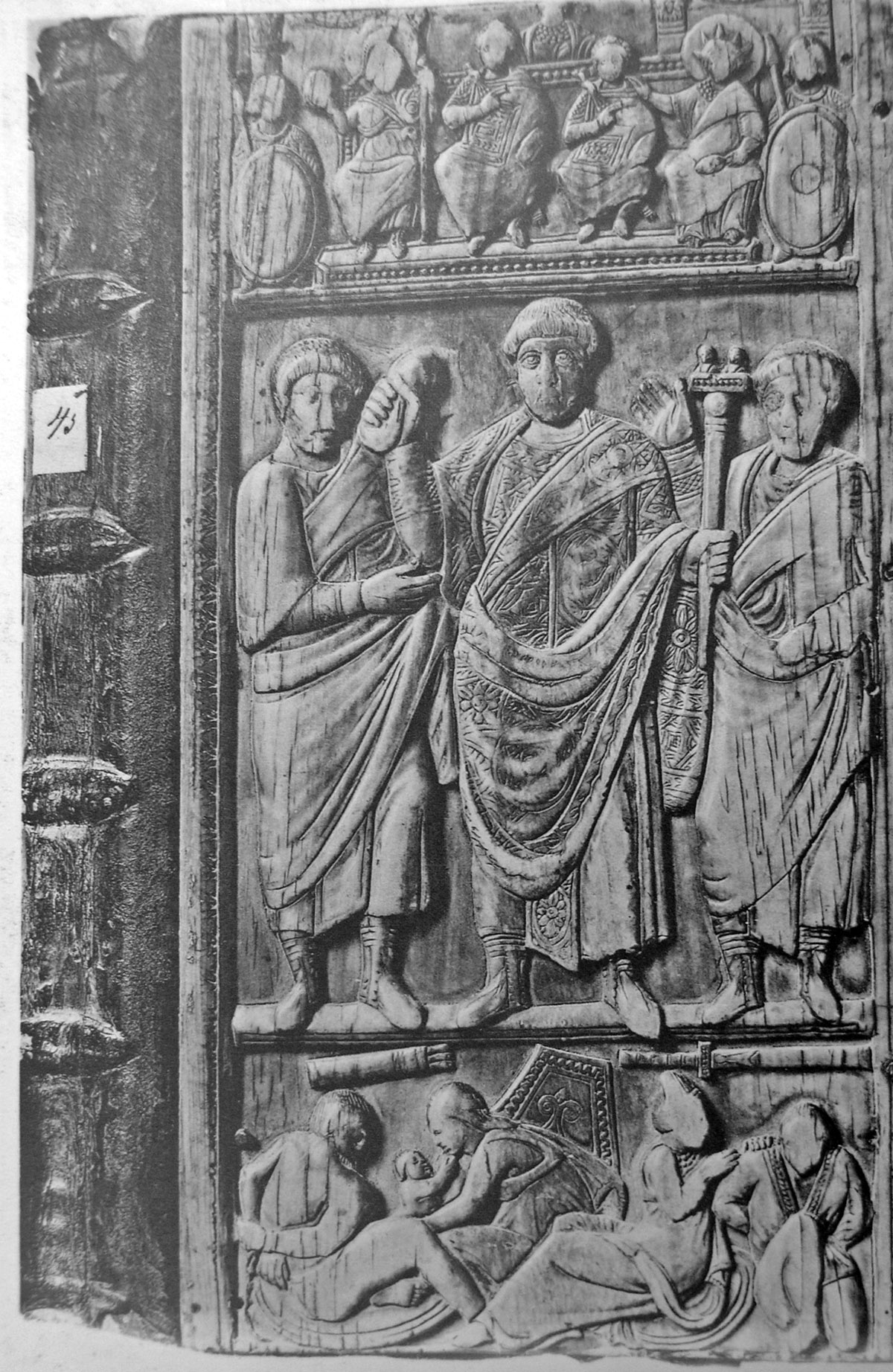
Díptico de Constancio III, producido para su consulado en 413 o 417.
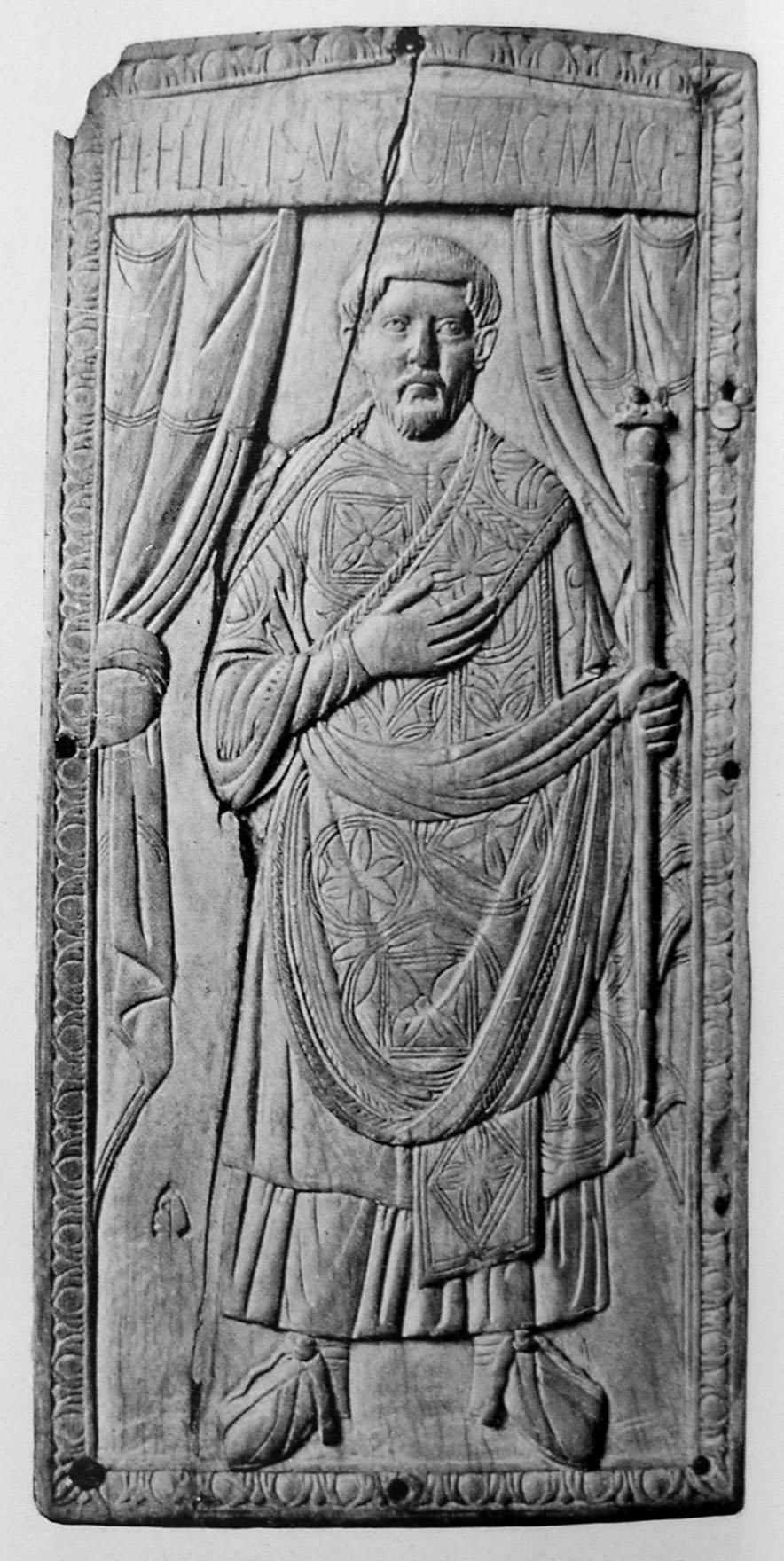
Díptico de Félix, cónsul en 428
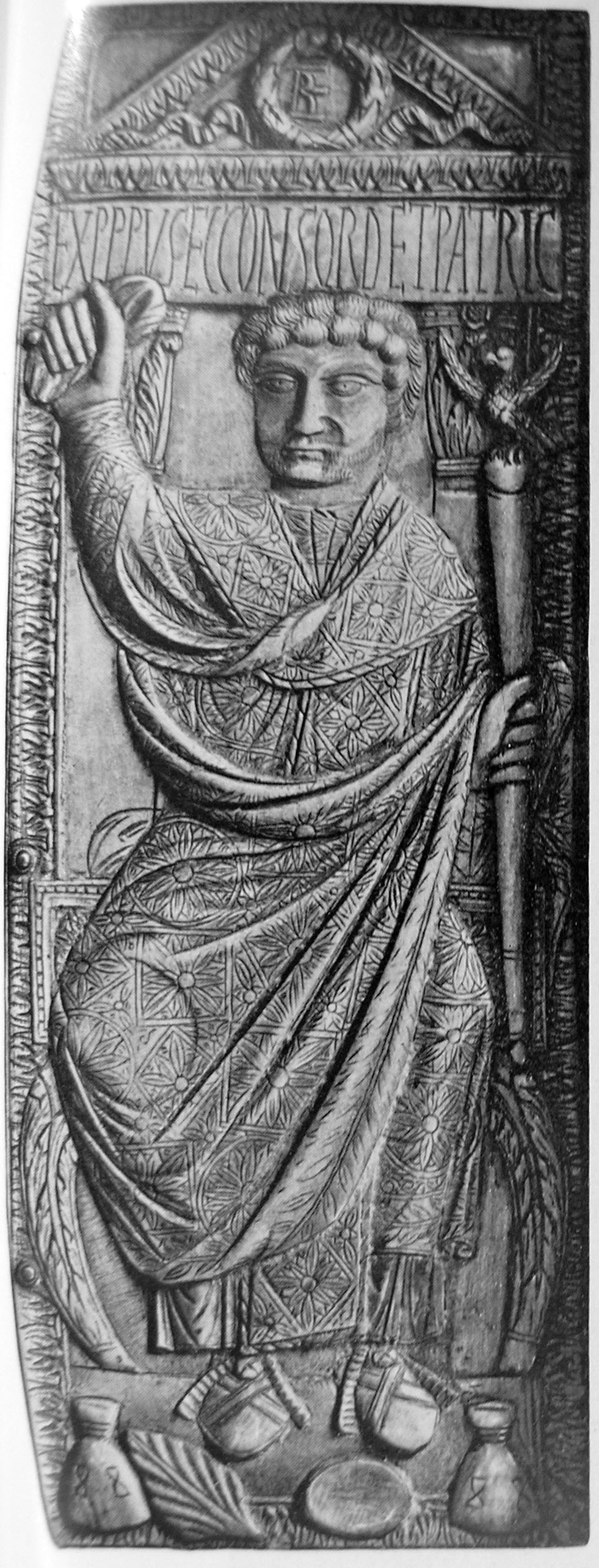
Díptico de Manlio Noecio, cónsul en 487
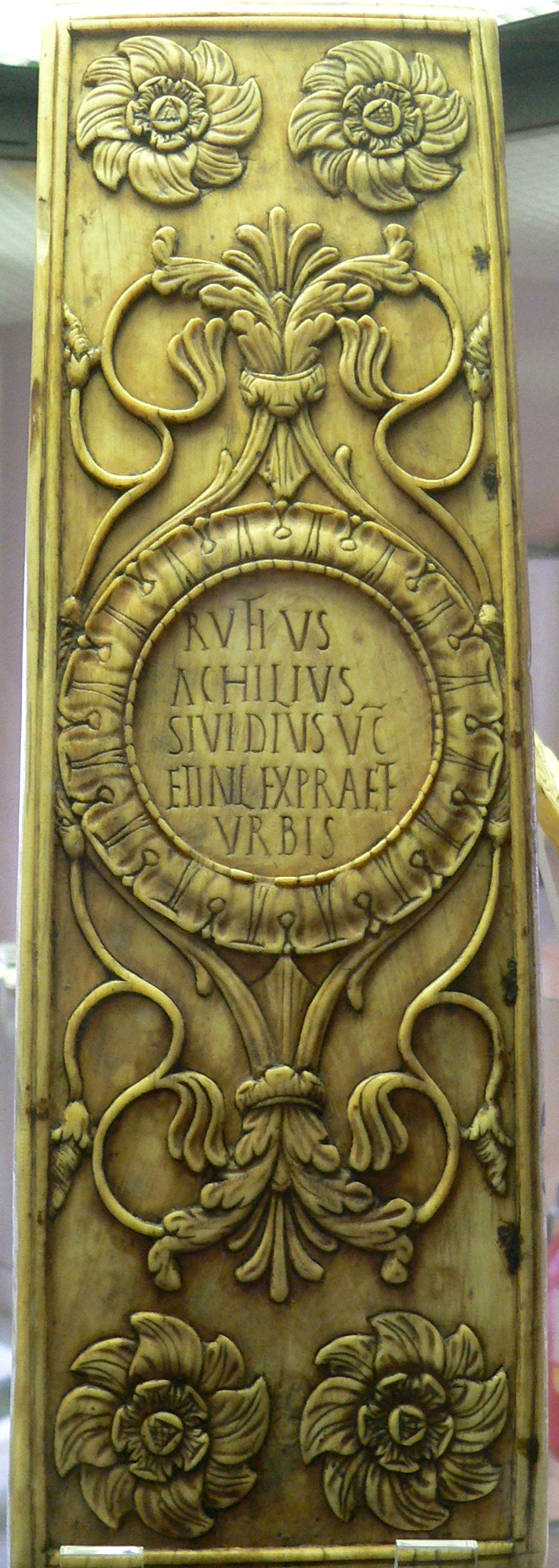
Díptico de Rufio Aquilio Sividio, cónsul en 488
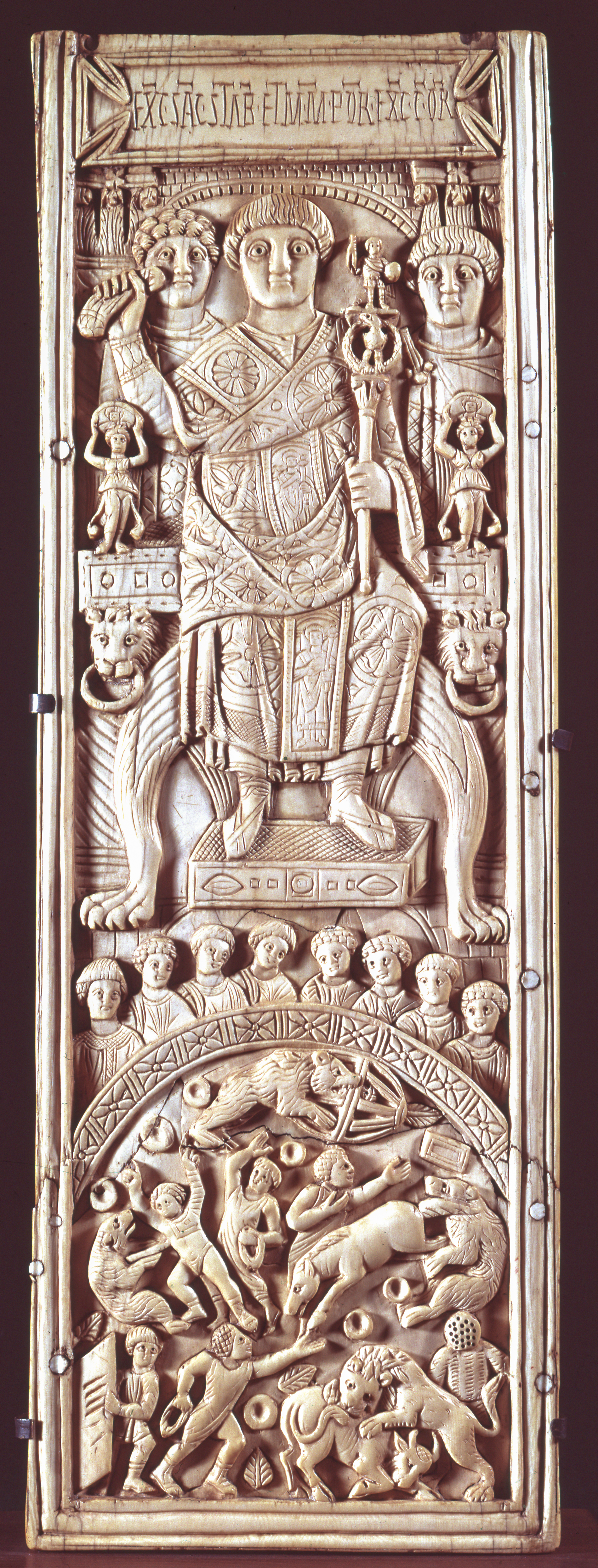
Díptico de Areobindo Dagalaifo Areobindo, cónsul en 506
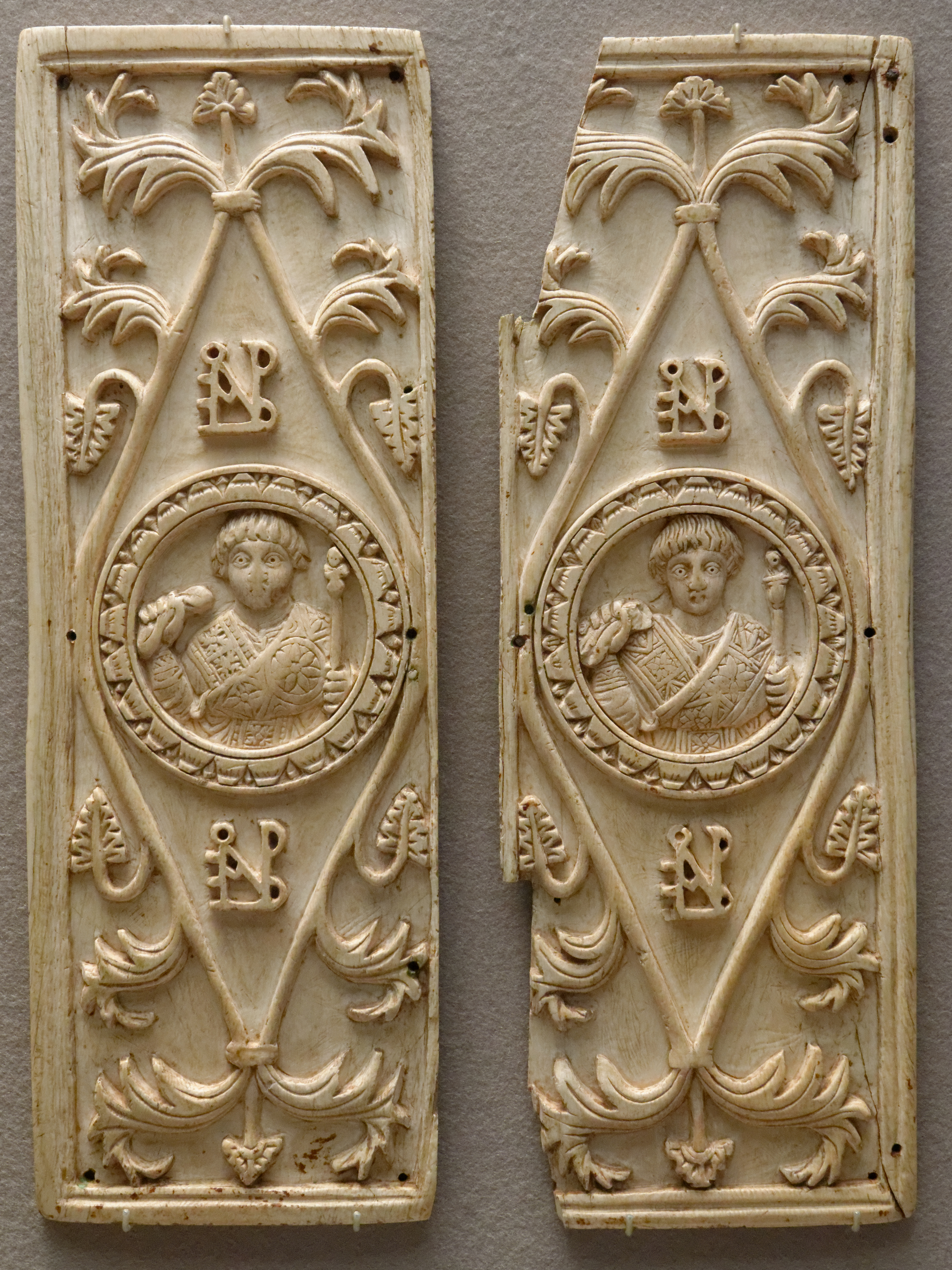
Díptico de Areobindo, cónsul en 506
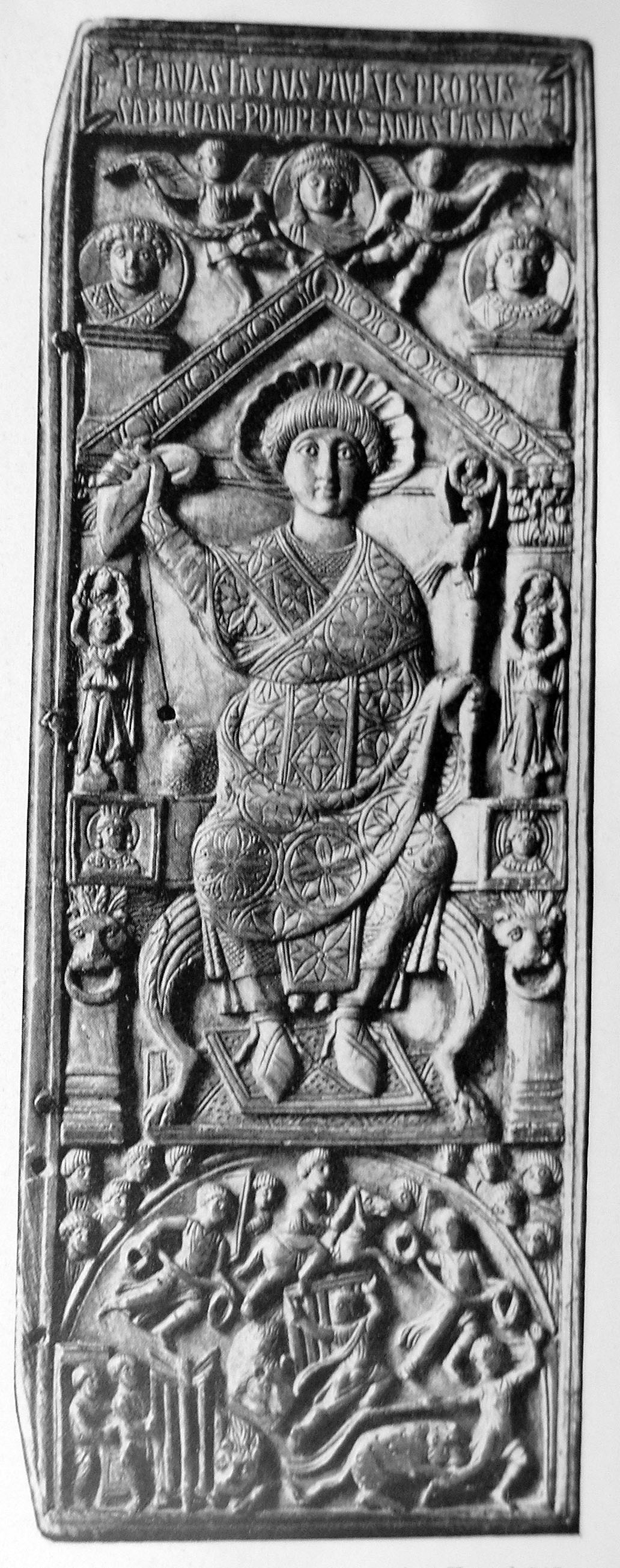
Díptico de Anastasio, cónsul en 517
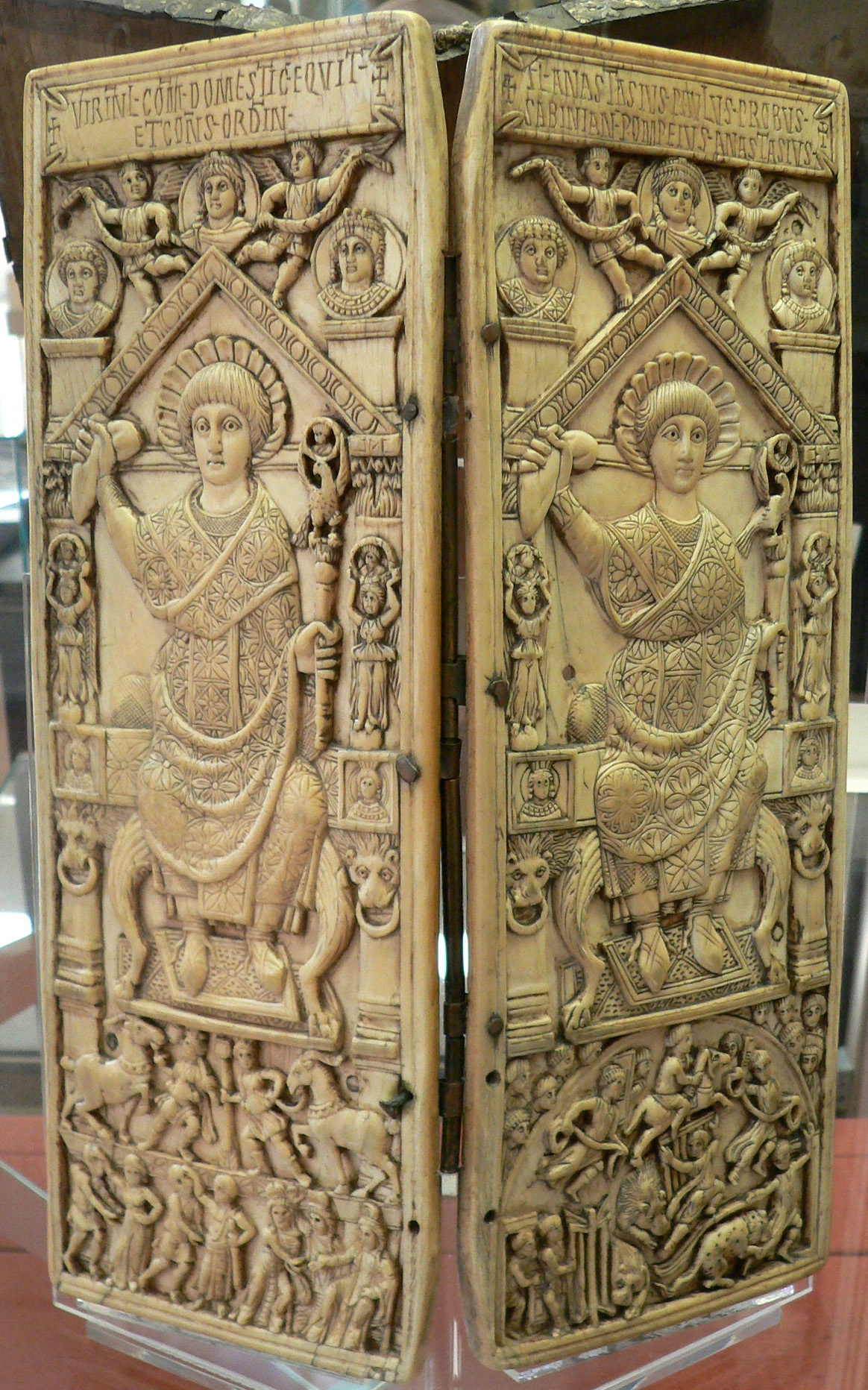
Díptico de Anastasio, cónsul en 517
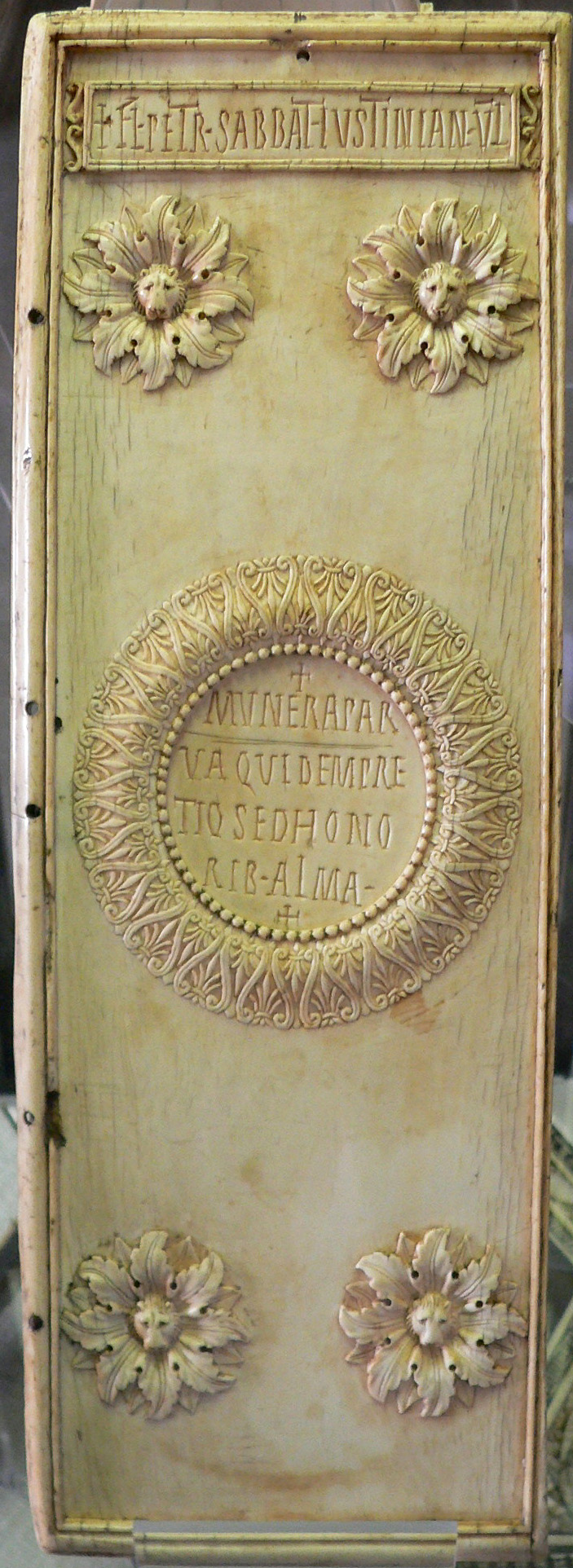
Díptico de Justiniano, cónsul en 521
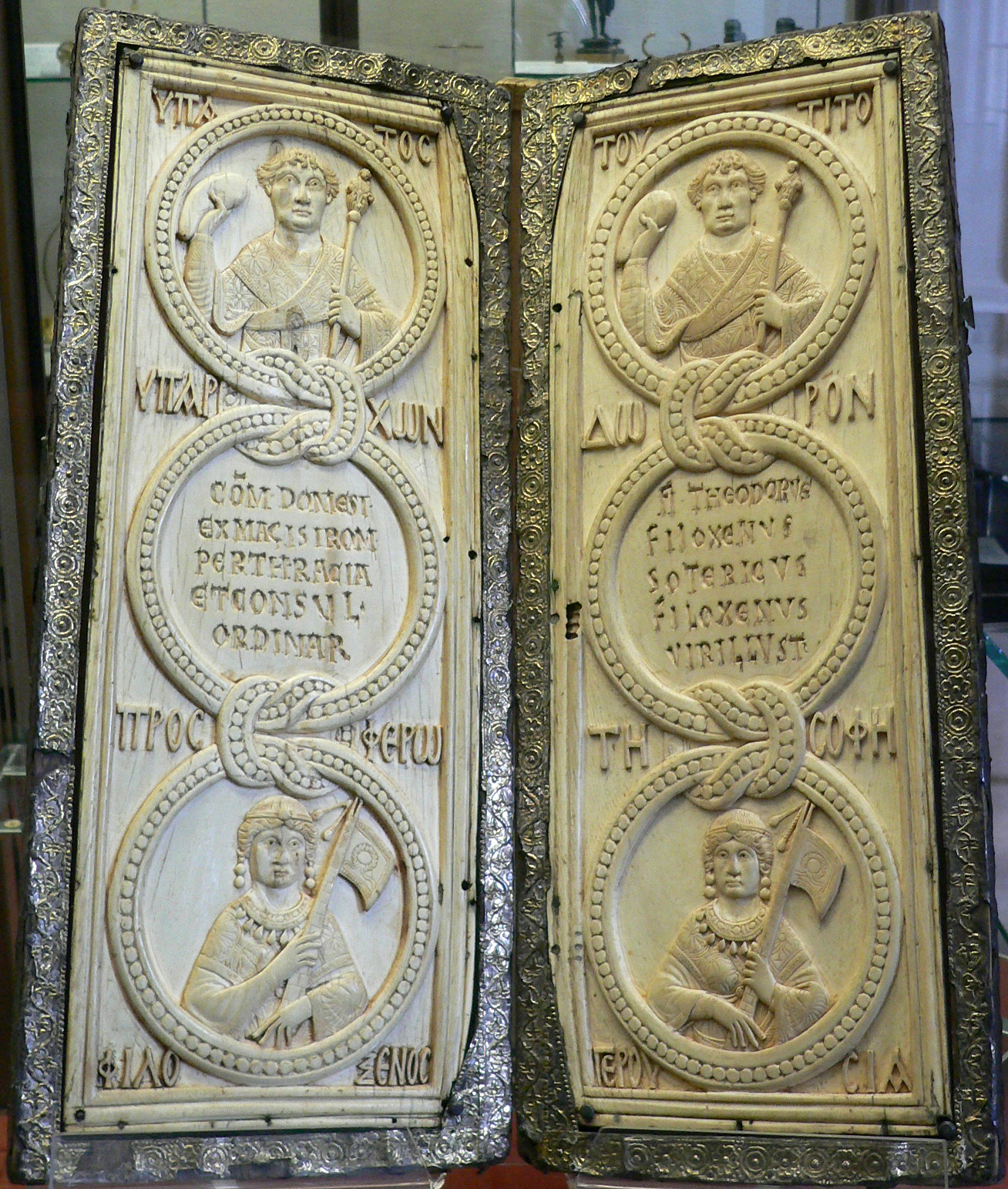
Díptico de Teodoro Filoxeno, cónsul en 525
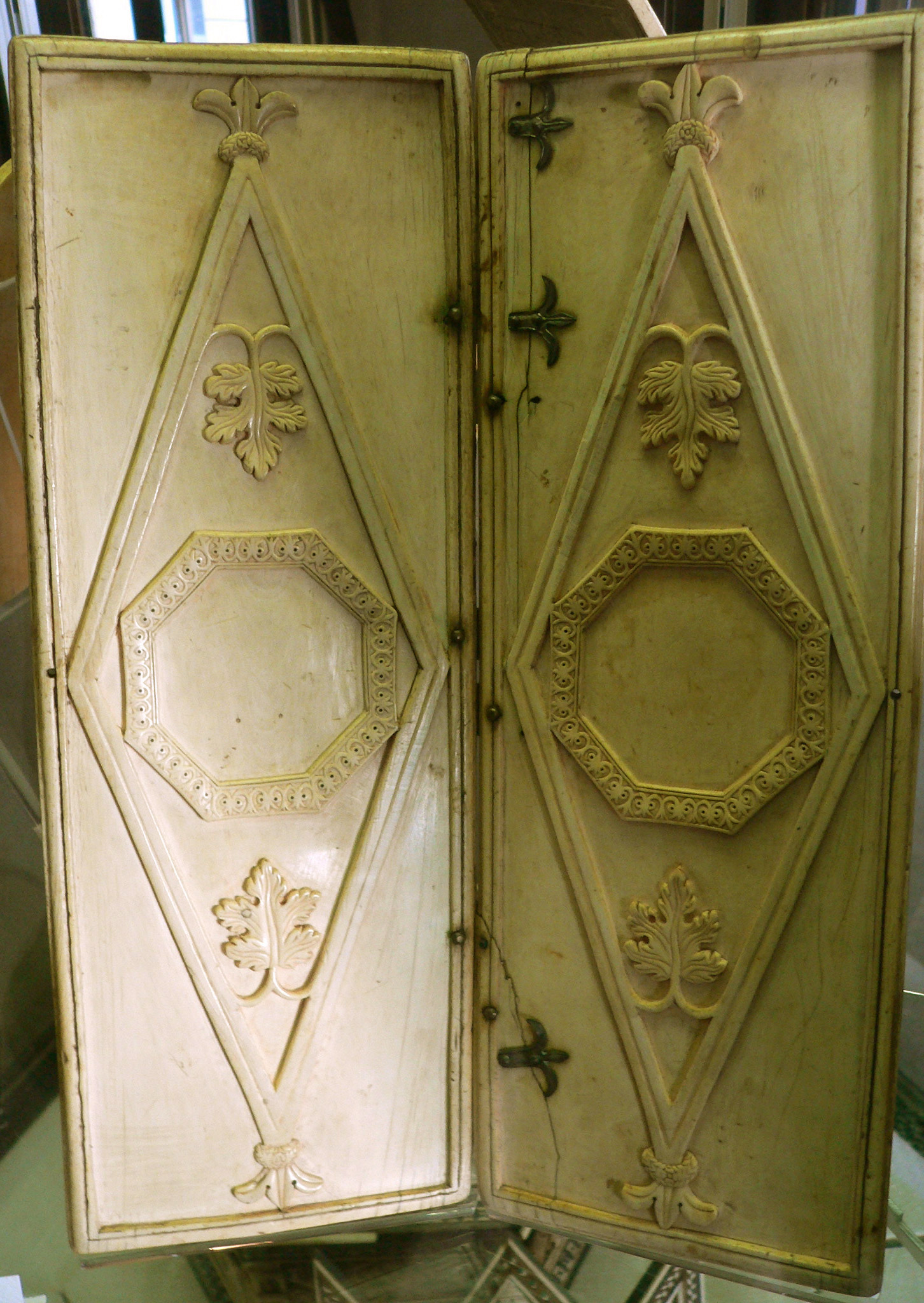
Díptico de Teodoro Filoxeno, cónsul en 525
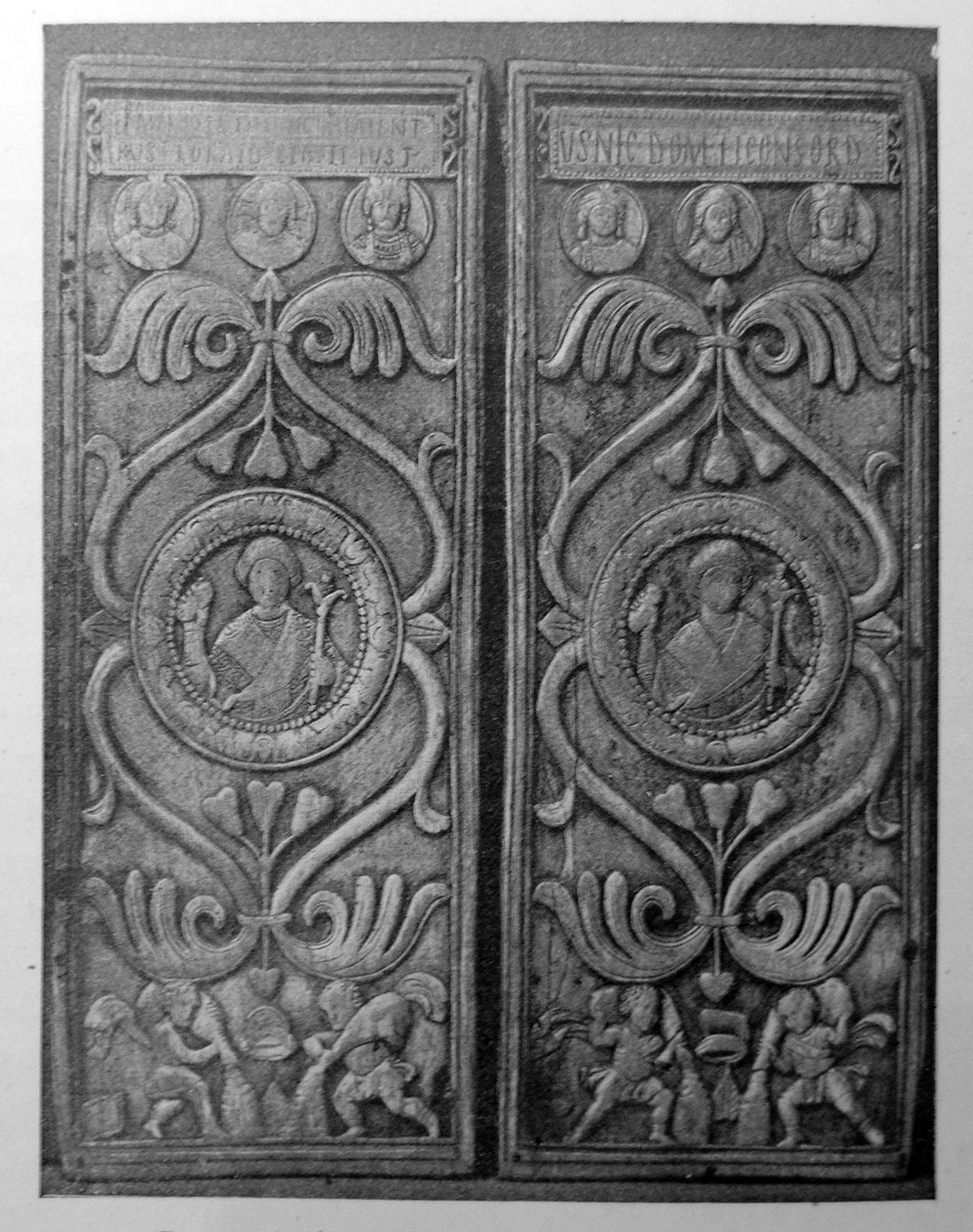
Díptico de Justino, cónsul en 540 (último ejemplo que se conserva)

## Otras lecturas
- Weitzmann, Kurt, ed., Age of spirituality : late antique and early Christian art, third to seventh century, nos. 45–51 & 88, 1979, Metropolitan Museum of Art, New York, ISBN 9780870991790; full text available online from The Metropolitan Museum of Art Libraries

- Datos: Q2610015
- Multimedia: Consular diptychs / Q2610015